# 소라야 히메네스
소라야 히메네스 멘디빌(스페인어: Soraya Jiménez Mendívil, 1977년 8월 5일~2013년 3월 28일)은 멕시코의 역도 선수이다. 2000년 하계 올림픽에서 여자 라이트급 금메달을 획득하며 멕시코 여자 선수로는 최초로 올림픽 금메달리스트가 되었다.
2013년 멕시코시티의 자택에서 심근 경색으로 사망했다.